# Chi Cao
Chi Cao (chino: 曹驰; pinyin: Cáo Chí; Shanghái, República Popular China, 22 de marzo de 1978) es un bailarín de ballet británico nacido en China.

## Primeros años
Cao nació en Shanghái, hijo de una profesora de danza y un músico. Cuando tenía cuatro años, la familia se trasladó a Beijing. Recibió formación en danza clásica en la Academia de Danza de Beijing, de la que su padre era director.

## Carrera
En 1993, ganó una beca para formarse en la Royal Ballet School de Londres. Dos años más tarde, en 1995, se convirtió en miembro del Birmingham Royal Ballet. En 1998 ganó la Medalla de Oro en la Competencia Internacional de Ballet de Varna. Junto con su pareja de danza de toda la vida, Nao Sakuma, representó a la compañía, entre otras cosas, en la gala de la OTAN de 2000 en Birmingham y en el Jubileo de Oro de Isabel II en 2002. En junio de 2018 terminó su larga carrera en el Birmingham Royal Ballet.

## Película
Cao interpretó al bailarín de ballet chino Li Cunxin en la película biográfica El último bailarín de Mao (2009). Por este papel fue nominado a Mejor Actor en los Premios Inside Film. El propio Li Cunxin había recomendado a Chi Cao para este papel porque conocía a su padre.